# Epicauta
Epicauta är ett släkte av skalbaggar. Epicauta ingår i familjen oljebaggar.

## Bildgalleri

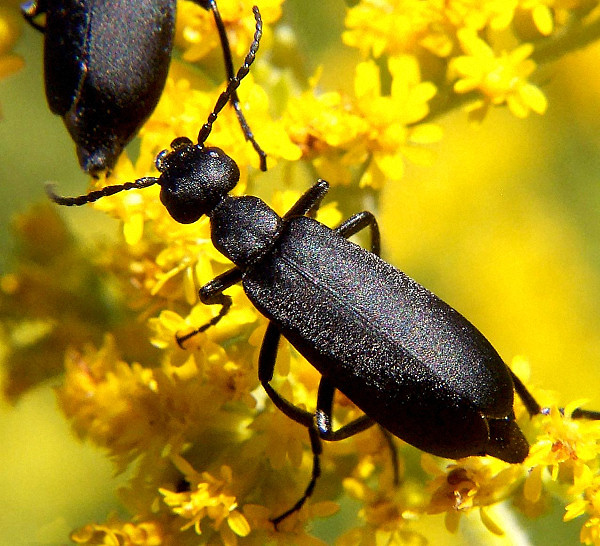
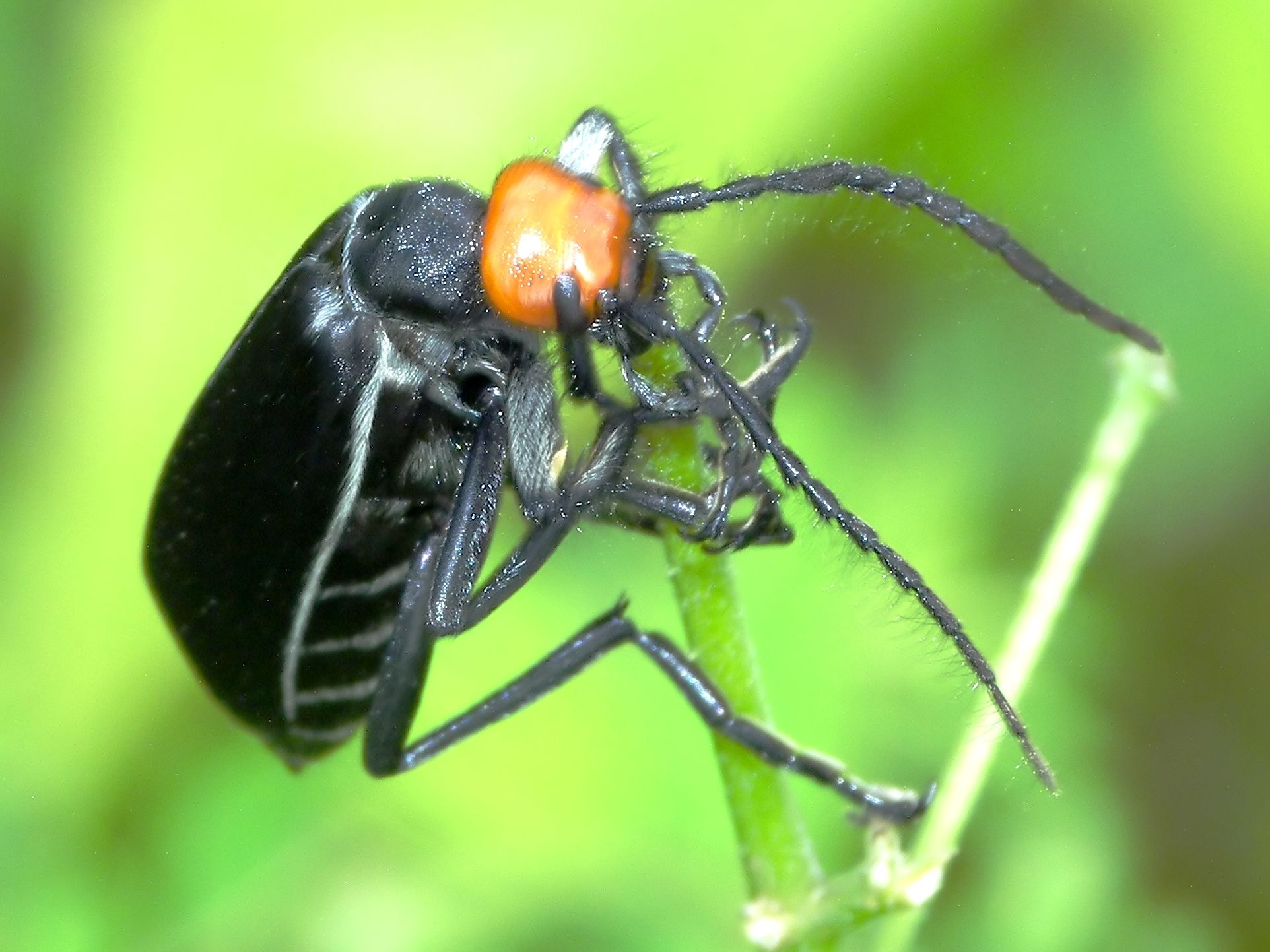
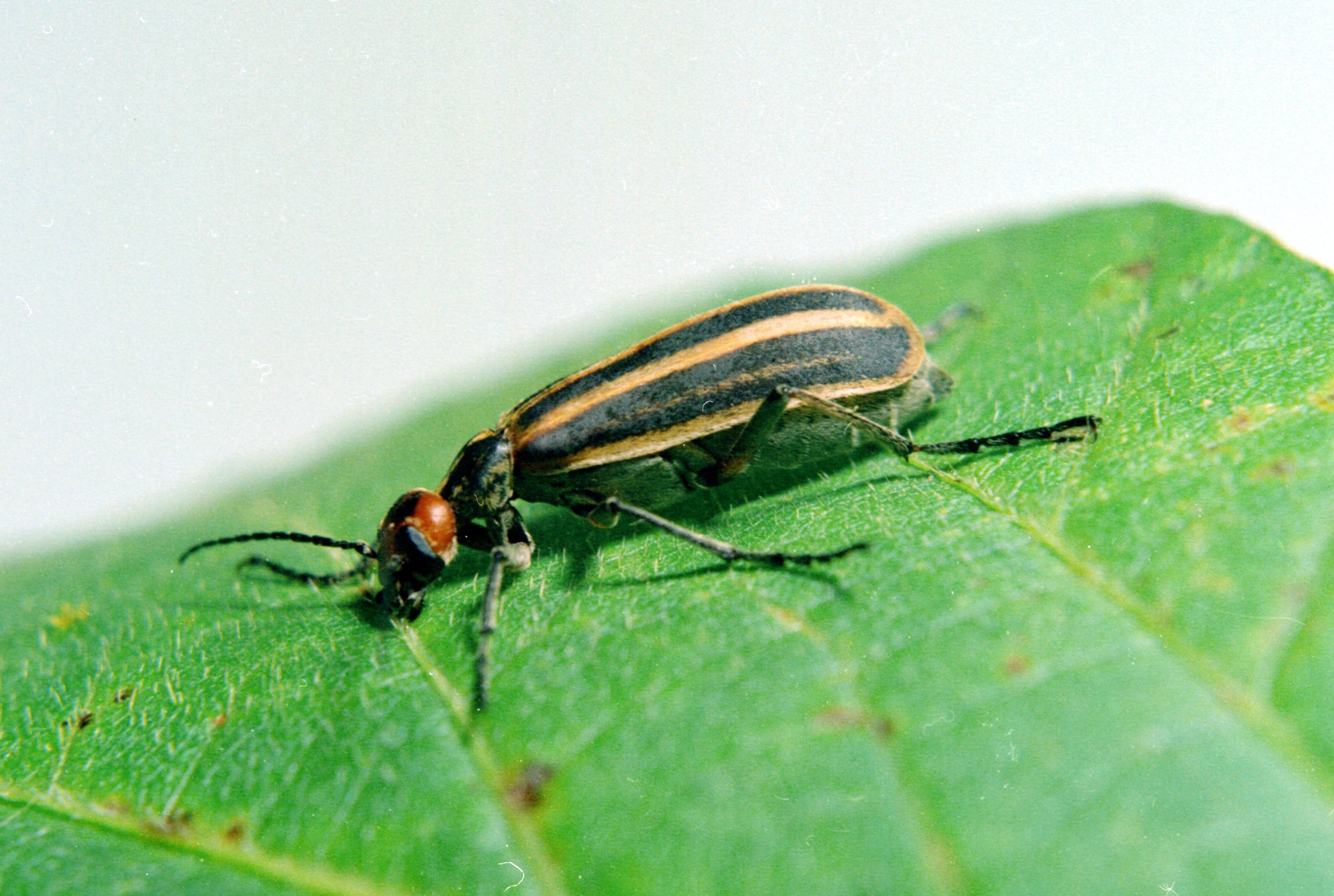
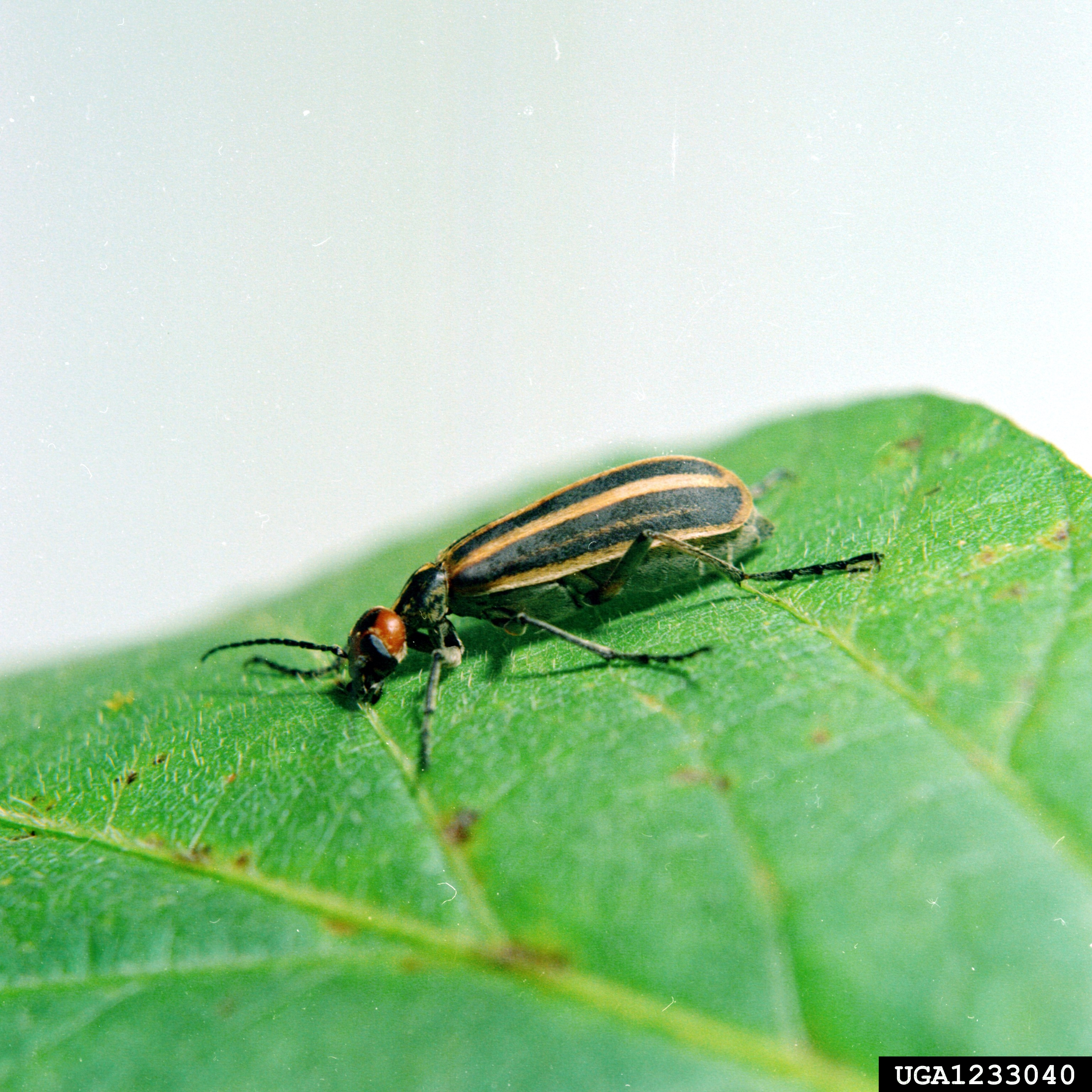
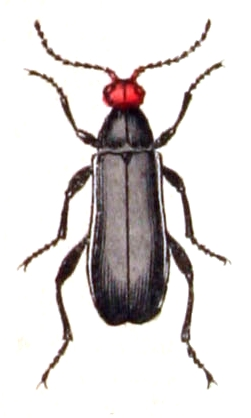
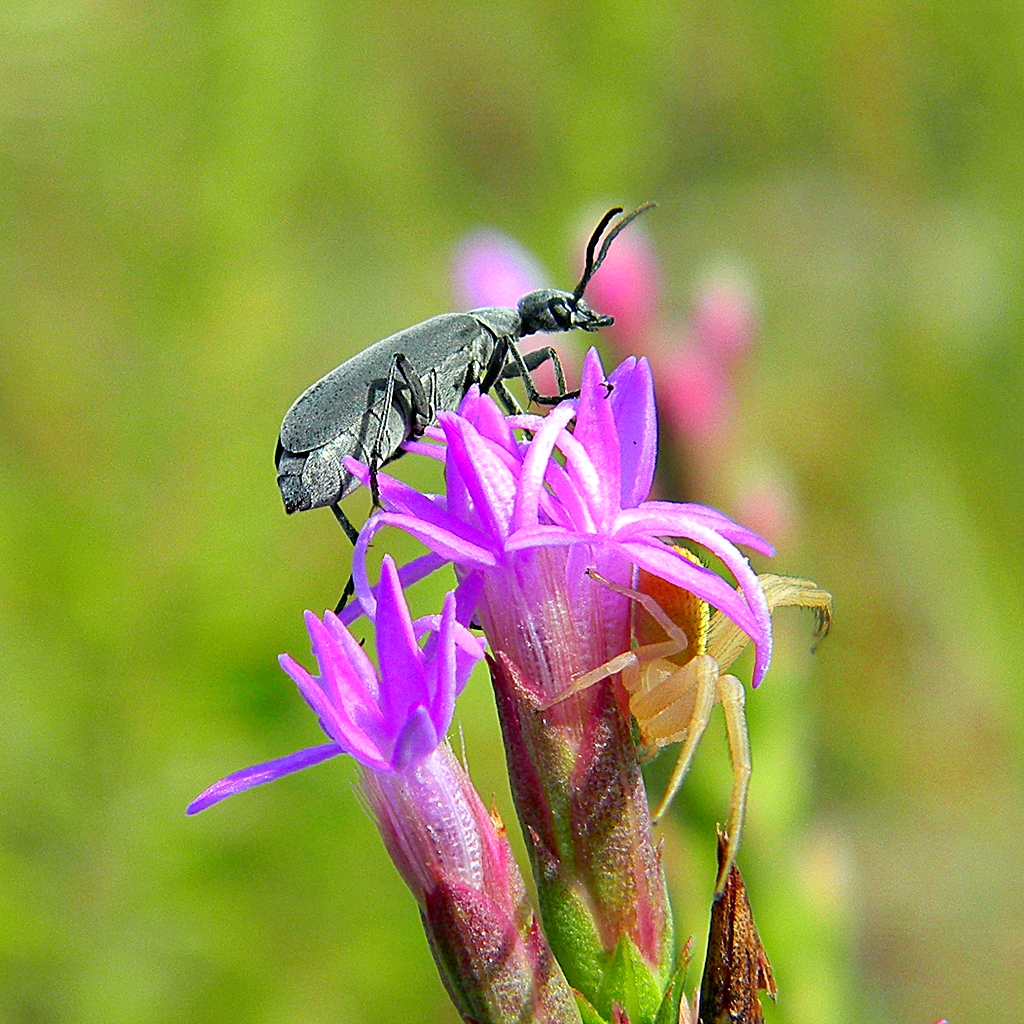

## Dottertaxa tillEpicauta, i alfabetisk ordning[1]
- Epicauta abadona
- Epicauta abeona
- Epicauta afoveata
- Epicauta alastor
- Epicauta albida
- Epicauta albolineata
- Epicauta alphonsii
- Epicauta alpina
- Epicauta andersoni
- Epicauta apache
- Epicauta apicalis
- Epicauta arizonica
- Epicauta aspera
- Epicauta atrata
- Epicauta atricolor
- Epicauta atripilis
- Epicauta atrivittata
- Epicauta atropos
- Epicauta balli
- Epicauta basimacula
- Epicauta batesii
- Epicauta beckeri
- Epicauta bipunctata
- Epicauta bispinosa
- Epicauta borrei
- Epicauta brunnea
- Epicauta callosa
- Epicauta candezi
- Epicauta candidata
- Epicauta cardui
- Epicauta carmelita
- Epicauta castadiva
- Epicauta caustica
- Epicauta caviceps
- Epicauta cazieri
- Epicauta cicatrix
- Epicauta cinctipennis
- Epicauta cinerea
- Epicauta cinereiventris
- Epicauta conferta
- Epicauta corvina
- Epicauta corybantica
- Epicauta costata
- Epicauta crassitarsis
- Epicauta croceicincta
- Epicauta cupraeola
- Epicauta curvicornis
- Epicauta delicata
- Epicauta diana
- Epicauta disparilis
- Epicauta distorta
- Epicauta diversicornis
- Epicauta diversipubescens
- Epicauta dohrni
- Epicauta emarginata
- Epicauta ennsi
- Epicauta evanescens
- Epicauta excavatifrons
- Epicauta excors
- Epicauta fabricii
- Epicauta fallax
- Epicauta ferruginea
- Epicauta flagellaria
- Epicauta flavocinerea
- Epicauta flobcina
- Epicauta floridensis
- Epicauta forticornis
- Epicauta fortis
- Epicauta funebris
- Epicauta funesta
- Epicauta gissleri
- Epicauta haroldi
- Epicauta heterodera
- Epicauta hirsutipubescens
- Epicauta horni
- Epicauta hubbelli
- Epicauta humeralis
- Epicauta immaculata
- Epicauta impressifrons
- Epicauta ingrata
- Epicauta insueta
- Epicauta isthmica
- Epicauta jeffersi
- Epicauta jimenezi
- Epicauta kansana
- Epicauta labialis
- Epicauta laevicornis
- Epicauta languida
- Epicauta lauta
- Epicauta lemniscata
- Epicauta leoni
- Epicauta leucocoma
- Epicauta liebecki
- Epicauta linearis
- Epicauta longicollis
- Epicauta maculata
- Epicauta maculifera
- Epicauta magnomaculata
- Epicauta major
- Epicauta melanochroa
- Epicauta mexicana
- Epicauta mimetica
- Epicauta mixta
- Epicauta modesta
- Epicauta montara
- Epicauta murina
- Epicauta nigerrima
- Epicauta nigritarsis
- Epicauta nigritibialis
- Epicauta niveolineata
- Epicauta normalis
- Epicauta obesa
- Epicauta occidentalis
- Epicauta occipitalis
- Epicauta ocellata
- Epicauta ochrea
- Epicauta oregona
- Epicauta pacifica
- Epicauta pardalis
- Epicauta parkeri
- Epicauta parvula
- Epicauta pedalis
- Epicauta pensylvanica
- Epicauta phoenix
- Epicauta polingi
- Epicauta proscripta
- Epicauta prosopidis
- Epicauta pruinosa
- Epicauta puncticollis
- Epicauta punctipennis
- Epicauta punctum
- Epicauta purpurea
- Epicauta rehni
- Epicauta rileyi
- Epicauta rufipennis
- Epicauta sanguinicollis
- Epicauta segmenta
- Epicauta selanderorum
- Epicauta senilis
- Epicauta sericans
- Epicauta singularis
- Epicauta stigmata
- Epicauta straba
- Epicauta strigosa
- Epicauta stuarti
- Epicauta subatra
- Epicauta subglabra
- Epicauta sublineata
- Epicauta tamara
- Epicauta tarasca
- Epicauta temexa
- Epicauta tenebrosa
- Epicauta tenella
- Epicauta tenuemarginata
- Epicauta tenuicornis
- Epicauta tenuilineata
- Epicauta tenuis
- Epicauta teresa
- Epicauta terminata
- Epicauta texana
- Epicauta torsa
- Epicauta tricostata
- Epicauta tripartita
- Epicauta triquetra
- Epicauta unicalcarata
- Epicauta uniforma
- Epicauta unilineata
- Epicauta valida
- Epicauta ventralis
- Epicauta wheeleri
- Epicauta virgulata
- Epicauta vittata
- Epicauta vitticollis